# Alex & Sierra
Alex & Sierra fue un dúo estadounidense conformado por Alex Kinsey (n. 8 de septiembre de 1991) y Sierra Deaton (n. 11 de febrero de 1991). Más conocidos por ser los ganadores de la tercera y última temporada del reality show estadounidense The X Factor USA. Fueron pareja durante su etapa en The X Factor hasta mediados del 2016. Su mentor durante el programa fue Simon Cowell convirtiéndose en el primer y único grupo en ganar la versión americana del show. El 2 de septiembre de 2017 decidieron hacer público la ruptura tanto como pareja como grupo musical.

## Carrera artística

### The X Factor USA
Alex & Sierra audicionaron en Nueva Orleans (Luisiana), pasando a la siguiente ronda después de cautivar a los jueces con una versión sensual del tema «Toxic» de Britney Spears. Continuaron al top 40 y recibieron a Simon Cowell como su mentor. Para el desafío de las 4 sillas, Alex & Sierra interpretaron el clásico de John Travolta y Olivia Newton-John «You're the One That I Want» de la película musical Grease. Los jueces elogiaron el dúo por presentar su versión de la canción. Kelly y Paulina sintieron que la actuación fue "bonita" y dijeron que tienen "sensualidad" entre ellos, mientras que Demi Lovato les dijo que ellos fueron uno de sus actos favoritos pero puso en duda su futuro y relación. Simon Cowell se molestó y apoyo a Alex & Sierra como pareja. A pesar de esta controversia, el dúo avanzó a los shows en vivo. Para el primer show en vivo, Alex & Sierra ganaron un puesto en el top 12 después de interpretar una versión reducida del éxito de Robin Thicke «Blurred Lines». Kelly Rowland deseó que hubiese sido un poco más sexy y lo vio cursi en ciertas ocasiones, Simon Cowell no estuvo de acuerdo con ello, elogiando la actuación de Alex & Sierra, llamándola "original" y "única". Para el Motown Night, interpretaron «I Heard It Through The Grapevine» de Marvin Gaye. Paulina Rubio sintió que era "natural", mientras que Demi dijo que lo sintió "orgánico" y también muy "hot" y "sexy". En el show de votaciones, que ocurrió debido a un error de gráficos que anuló los votos, Alex & Sierra cantaron «Give Me Love» de Ed Sheeran. Simon dijo que "fue impecable, desigual y crudo".
Para el 80s Night, la pareja interpretó el clásico de Robert Palmer «Addicted to Love». La actuación les generó críticas negativas; Kelly quería más juntos, Paulina los llamó "Bohemios" y "antiguos", Demi sintió que Sierra parecía inconforme con sus zapatos y quería que la actuación fuese más orgánica, y su mentor Simon expresó disgusto sobre la actuación diciendo que perdieron la melodía en el comienzo y "no fue tan bueno como pudo haber sido". Para el British Invasion Night, Alex & Sierra interpretaron el éxito de One Direction «Best Song Ever». Demi lo llamó la mejor actuación y dijo que planeaba descargar la canción en iTunes. Sin embargo, la voz de Sierra siempre fue criticadas por no ser fuerte como la de Alex. La versión del tema ingresó al top 40 de iTunes en Estados Unidos, el primer acto en hacerlo en esa temporada. Para el Big Band Night, Sierra & Alex interpretaron el éxito de Taylor Swift «I Knew You Were Trouble». Demi dijo que no le gustó la disposición al comienzo, pero Alex & Sierra hicieron que le gustara en el final. Después se enfrentaron a los otros en una presentación grupal de «Cry Me a River», en el cual recibieron elogios de Kelly, quien dijo que ellos "se dispararon". Para el Divas/Unplugged Night, la pareja cantó dos canciones. Su canción "Diva" fue «Say My Name» de Destiny's Child. La canción les generó elogios de Kelly, quien dijo que ella adoraba ese nuevo lado descarado de Sierra. Su canción "Unplugged", «Say Something» de A Great Big World y Christina Aguilera, les generó elogios de los jueces; Kelly dijo que sintió como si estuviera viendo un show de ceremonio, Demi sintió que la actuación fue "mágica", Paulina se impresionó con el talento de Sierra con el piano, y Simon declaró que esta no solo era la mejor actuación de la noche sino también de la temporada. Su versión de la canción alcanzó el puesto #1 en los charts de iTunes en Estados Unidos, el cual fue la primera vez que una canción del The X Factor USA alcanzaba la primera posición.
Para las semifinales, el público escogió «Little Talks» de Of Monsters and Men, el cual agradó a los jueces; Kelly dijo que había acertado, Demi sintió que estaba mirando a los ganadores, Paulina dijo que se mantenían fuertes y declaró que había una enorme brecha en la industria para ellos, y Simon dijo que no solo se estaban presentando - ellos estaban haciendo historia cada semana. Se enfrentaron a Carlito Olivero en el Duelo de Duetos cantando «Falling Slowly» con los jueces sintiendo que mientras que Carlito y Alex lo hicieron bien, Sierra sobresalió en la canción pero fue su actuación de «Gravity» de Sara Bareilles, la que obtuvo altas observaciones. Los jueces sintieron que Sierra había florecido durante la competencia, la voz de Alex estuvo "gratamente loco" y su [de ellos] actuación estuvo "perfecta", haciendo que Kelly y Demi rompieran en llanto y les asegurarán su lugar en las finales. Tal fue su éxito que, así como «Say Something» antes, la versión de «Gravity» de la pareja llegó al #1 en iTunes. 
Para las finales, Alex & Sierra cantaron tres canciones. Hicieron su canción de salvamiento del show de votos como su canción ganadora, «Give Me Love» de Ed Sheeran. Además cantaron «Bleeding Love» de Leona Lewis, y su "canción de temporada" fue «Say Something». Dicha presentación recibió un sinnúmero de respuestas mixtas principalmente de Demi Lovato, quien dijo que no era la mejor presentación, pero las otras dos canciones fueron elogiadas. En el show de resultados finales, Alex & Sierra interpretaron «All I Want For Christmas Is You». Minutos después esa noche, fueron anunciados como los ganadores de la temporada. Son el primer grupo en ganar la versión americana del show. En una entrevista después de que los ganadores fueran anunciados, Simon Cowell reveló que Alex & Sierra recibieron el mayor número de votos por parte del público cada semana durante la competencia. Él dijo que el margen de número de votos se estrechó más cerca del final de temporada.

### 2013-presente: It's About Us
Después de su victoria en The X Factor USA, Alex & Sierra anunciaron que podrían hacer su álbum debut 'rápido' y 'bien'. Han estado trabajando con Julian Bunetta, Sam Watters, John Shanks, Toby Gad, Jason Mraz, el integrante de One Direction Harry Styles, y el cantautor ganador del Grammy John Legend en el álbum. El 3 de mayo de 2014, Alex & Sierra revelaron el primer sencillo de su álbum, «Scarecrow». El 'video lyric' muestra a marionetas en vez de los artistas, fue publicado el 27 de mayo de 2014. La canción fue publicada en iTunes el 23 de junio de 2014. 'Scarecrow' fue promocionado con una actuación en el The Today Show el día del lanzamiento en iTunes. Vendió 30.000 copias en su primera semana de lanzamiento. El vídeo musical de 'Scarecrow' fue estrenado el 11 de julio de 2013. Al siguiente día, Alex & Sierra anunciaron el título y portada de su álbum debut It's About Us. El álbum estará disponible en preventa el 15 de julio de 2014.

### Alex Kinsey
Alex Kinseyea (nacido el 8 de septiembre de 1991) es de New Smyrna Beach, Florida y es hijo único. Alex cita Jason Mraz como una de sus mayores influencias musicales y lo ha visto en vivo en concierto en ocho ocasiones. Él ha estado tocando la guitarra desde la secundaria. Alex asistió a New Smyrna Beach High School y la Universidad de la Florida Central.

### Sierra Deaton
Sierra Deatona (nacida el 11 de febrero de 1991) en Filadelfia, Pensilvania y creció en Orlando, Florida, Su padre de origen británico, el Dr. John Deaton y su madre Vu Deaton de origen vietnamita. Ella tiene una hermana mayor llamada Lara Deaton. Asistió a Lago Howell High School y la Universidad de la Florida Central. Sierra ha estado bailando desde la edad de dos años y estudió ballet, tap, jazz, hip hop, moderno y más. Ella compitió durante once años y ganó tres títulos internacionales en el baile irlandés. 
Actualmente se encuentra en una relación sentimental con el vocalista de la banda 5 Seconds of Summer Luke Hemmings, en 2021 se comprometieron según las publicaciones de ambos en Instagram, con el cual ha colaborado componiendo algunas de las canciones para el grupo. Además, en 2020 se confirmó su Bisexualidad mediante una historia de Instagram que compartió Luke.

## Discografía
- 2014: It's About Us